# Tiffany (diamant)

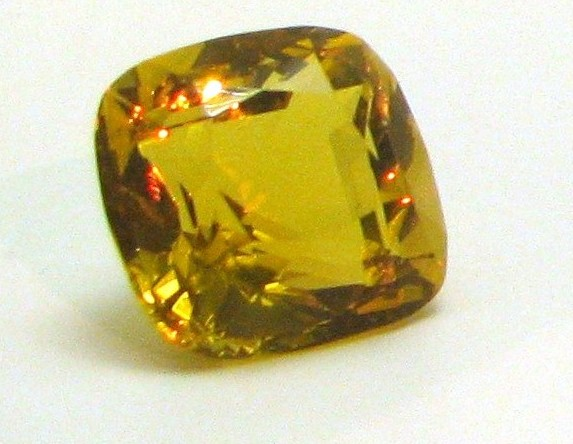
Een kopie van de Tiffany Yellow Diamond

De Tiffany Yellow Diamond is een van de grootste gele diamanten die ooit gevonden is. 
Deze steen werd in 1878 ontdekt in de Kimberley-mijn en woog in ruwe vorm 287,42 karaat (57,484 gram) .
De Tiffany werd geslepen in kussenvorm, weegt 128,51 kt en zijn kleur is goudgeel. Hij behoort aan Tiffany & Co. te New York op de Fifth Avenue.
Hij werd te Parijs in 82 facetten, 24 meer dan gebruikelijk, geslepen onder leiding van de zeer bekende gemmoloog George Frederik Kunz, de ontdekker van Kunziet.
De diamant werd tentoongesteld in de juwelenhandel van de firma Tiffany tijdens mondaine gebeurtenissen of tentoonstellingen.